# Il Pigmalione

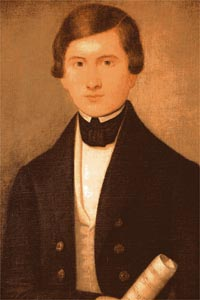
Donizetti som ung man.

Il Pigmalione (Pygmalion) är en opera (scena lirica) i en akt med musik av Gaetano Donizetti. Librettisten är okänd men texten bygger på Antonio Simeone Sografis libretto till Giovanni Batiste Cimadors opera Pimmalione (1790), som i sin tur bygger på Jean-Jacques Rousseaus Pygmalion och slutligen på Bok X i Ovidius Metamorfoser. Sografis libretto användes också för en opera av Bonifacio Asioli (1796).

## Historia
Det var Donizettis första opera och den komponerades då Donizetti fortfarande var musikstuderande vid universitetet i Bologna, en position som hans lärare i Bergamo, Johann Simon Mayr, hade ordnat. Donizetti var bara 19 år och han skrev operan på sex dagar mellan 25 september och 1 oktober 1816. Operan visar prov på Donizettis kommande begåvning för melodier. Operan hade premiär först den 13 oktober 1960 på Teatro Donizetti i Donizettis hemstad Bergamo. Det var Donizettis enda opera med ett mytologiskt motiv.

## Personer
| Roller                                | Röstläge | Premiärbesättning 13 oktober 1960 (Dirigent: Armando Gatto) |
| ------------------------------------- | -------- | ----------------------------------------------------------- |
| Pigmalione, kung av Kreta (Pygmalion) | tenor    | Doro Antonioli                                              |
| Galatea                               | sopran   | Oriana Santunione                                           |

## Handling
Kung Pigmalione sörjer över att han aldrig hittar den idealiska skönheten. Han beslutar sig för att göra en skulptur av sin idé och blir förälskad i resultatet. Han ber kärleksgudinnan Venus att göra skulpturen levande vilket sker.